# Руццо Ройсс
Принц Генріх Руццо Ройс, граф фон Плауен (нім. Heinrich Ruzzo, Prinz Reuß von Plauen ; 24 травня 1950 — 29 жовтня 1999), відомий як принц Руццо Ройсс, був швейцарським ландшафтним архітектором і, за традицією, принцом колишнього суверенного дому Ройс. Його гілка керувала князівством Ройс-Гера до 1918 року. До своєї смерті він був одружений зі співачкою групи ABBA Анні-Фрід Лінгстад, його другою дружиною, яка після одруження стала принцесою Ройс Плауена.

## Біографія
Гайнріх Руццо, який народився 24 травня 1950 року в Люцерні, був сином принца Гайнріха Енціо Ройс-Плауена (1922—2000) і шведської матері баронеси Луїзи Пейрон (1918—1989), дочки барона Густава Пейрона та Емми Кокум. Пейрони іммігрували до Швеції з Франції в 1740 році, були удворянені в Швеції в 1825 році, отримали баронство в 1841 році і були прийняті в Шведський будинок дворянства наступного року. Луїза Пейрон була художницею. Його батько, Генріх Енціо, був сином графа Генріха Гаррі Плауенського (1890—1951), який сам був сином принца Генріха XXVI Ройса (1857—1913).
Хоча Гайнріх XXVI був лише молодшим сином з молодшої правлячої родини, коли Гайнріх XXVI одружився з графинею Вікторією фон Фюрстенштайн (1863—1949) у 1885 році, згідно з суворими правилами шлюбу, які тоді застосовувала династія Ройссів, їхні діти не мали права носити княжий титул, будучи замість цього позначений " графами Плауенськими ", перебуваючи в лінії спадкоємства на престол Ройса.
Коли Німецька імперія розпалася наприкінці Першої світової війни, правлячий принц Ройс втратив свою корону разом з усіма іншими монархами, чиї царства були в межах Німеччини. У 1927 році бездітний брат Гайнріха XXVI, принц Генріх XXX (1864—1939), усиновив свого племінника, і нині скинута династія погодилася прийняти його як «принца Гайнріха Гаррі Ройсса» разом із нащадками його чоловічої лінії, народженими від союзу. дотримуючись сімейних правил 1902 року, які дозволяли шлюби з графинями (дружина Гайнріха Гаррі, Губерта фон Тіле-Вінклер, була лише баронесою за власним правом, але належала до родини графського рангу в Пруссії). Таким чином, їхній син Гайнріх Енціо був прийнятий будинком Ройсів як принц, але його власний шлюб з дочкою барона Пейрона в 1949 році відбувся до сімейної конференції Ройсів 1957 року, яка знову знизила шлюбні стандарти, дозволивши династичний змішаний шлюб з баронськими родинами.
У сім'ї його називали італійським ім'ям «Руццо», він виріс зі своїм дідом по батьковій лінії в Римі, але проводив літо зі своєю матір'ю в Сканії. У лютому 1954 року його батьки розлучилися, його батько в жовтні одружився вдруге на графині Федорі фон Пюклер-Гродітц і з її батьком принцесою Мариною Кароліною (1964 р.н.) і принцами Гайнріхом Ахазом (1956 р.н.) і Гайнріхом Патріком (обидва — художники-графіки).. У 1972 році його мати вийшла заміж вдруге за дворянина Теодора «Теда» Анкаркрона, власника маєтку Босеруп у Сканії та замку Рунса в Аппланді.
Гайнріх Руццо здобув освіту в Швеції, отримавши ступінь архітектора, де він став другом майбутнього короля Швеції Карла XVI Густава, згодом його товариша на полюванні.
Пізніше він переїхав до Швейцарії, де жив у своєму сімейному замку у Фрібурзі. У 1989 році померла його мати, і він успадкував її ферму в Глумльові за межами Ландскруни. Він побудував поля для гольфу на своїх володіннях у Швейцарії та Швеції.

## Шлюби та діти
Принц Гайнріх Руццо був одружений на Метте Рінде, родом з Норвегії, з 1974 по 1986 рік, і у них були дочки-близнюки:
- Принцеса Генрієта Ройс з Плауена (народилася 2 червня 1977 року в Осло), вийшла заміж за Яна Херуда, німецького бізнесмена.
- Принцеса Поліна Маргарета Емма-Луїза Метте Ройс, графиня Плауена (народилася 2 червня 1977 року в Осло)

З 1986 року Генріх Руццо жив із норвезько-шведською співачкою Анні-Фрід Лінгстад, учасницею ABBA, у Швейцарії. Вони одружилися 26 серпня 1992 року.

## Смерть
Принц Генріх Руццо помер від лімфоми в 1999 році у віці 49 років у Стокгольмі.

## Родовід
|  |                                                                                     |  |  |  |  |  |  |  |  |  |  |  |  |  |  |  |
|  | 8. Prince Heinrich XXVI Reuss, Junior Line (1857–1913)                              |  |  |  |  |  |  |  |  |  |  |  |  |  |  |  |
|  |                                                                                     |  |  |  |  |  |  |  |  |  |  |  |  |  |  |  |
|  |                                                                                     |  |  |  |  |  |  |  |  |  |  |  |  |  |  |  |
|  | 4. Prince Heinrich Harry Reuss, Count of Plauen (1890–1951)                         |  |  |  |  |  |  |  |  |  |  |  |  |  |  |  |
|  |                                                                                     |  |  |  |  |  |  |  |  |  |  |  |  |  |  |  |
|  |                                                                                     |  |  |  |  |  |  |  |  |  |  |  |  |  |  |  |
|  | 9. Countess Viktoria von Fürstenstein (1863–1949)                                   |  |  |  |  |  |  |  |  |  |  |  |  |  |  |  |
|  |                                                                                     |  |  |  |  |  |  |  |  |  |  |  |  |  |  |  |
|  |                                                                                     |  |  |  |  |  |  |  |  |  |  |  |  |  |  |  |
|  | 2. Prince Heinrich Enzio Reuss (1922–2000)                                          |  |  |  |  |  |  |  |  |  |  |  |  |  |  |  |
|  |                                                                                     |  |  |  |  |  |  |  |  |  |  |  |  |  |  |  |
|  |                                                                                     |  |  |  |  |  |  |  |  |  |  |  |  |  |  |  |
|  | 10. Franz-Hubert Peter, Count von Tiele-Winckler (1857–1922)                        |  |  |  |  |  |  |  |  |  |  |  |  |  |  |  |
|  |                                                                                     |  |  |  |  |  |  |  |  |  |  |  |  |  |  |  |
|  |                                                                                     |  |  |  |  |  |  |  |  |  |  |  |  |  |  |  |
|  | 5. Baroness Huberta Valeska Sascha Eva Anna Dorothea von Tiele-Winckler (1889–1974) |  |  |  |  |  |  |  |  |  |  |  |  |  |  |  |
|  |                                                                                     |  |  |  |  |  |  |  |  |  |  |  |  |  |  |  |
|  |                                                                                     |  |  |  |  |  |  |  |  |  |  |  |  |  |  |  |
|  | 11. Jelka Marka Clementine Geogine von Lepel (1857–1942)                            |  |  |  |  |  |  |  |  |  |  |  |  |  |  |  |
|  |                                                                                     |  |  |  |  |  |  |  |  |  |  |  |  |  |  |  |
|  |                                                                                     |  |  |  |  |  |  |  |  |  |  |  |  |  |  |  |
|  | 1. Prince Heinrich Ruzzo Reuss                                                      |  |  |  |  |  |  |  |  |  |  |  |  |  |  |  |
|  |                                                                                     |  |  |  |  |  |  |  |  |  |  |  |  |  |  |  |
|  |                                                                                     |  |  |  |  |  |  |  |  |  |  |  |  |  |  |  |
|  | 12. Baron Gustaf Fredrik Peyron (1854–1934)                                         |  |  |  |  |  |  |  |  |  |  |  |  |  |  |  |
|  |                                                                                     |  |  |  |  |  |  |  |  |  |  |  |  |  |  |  |
|  |                                                                                     |  |  |  |  |  |  |  |  |  |  |  |  |  |  |  |
|  | 6. Baron Gustaf Carl Knut Bartholomai Peyron                                        |  |  |  |  |  |  |  |  |  |  |  |  |  |  |  |
|  |                                                                                     |  |  |  |  |  |  |  |  |  |  |  |  |  |  |  |
|  |                                                                                     |  |  |  |  |  |  |  |  |  |  |  |  |  |  |  |
|  | 13. Ebba Eleonora Charlotta Augusta Hallenborg                                      |  |  |  |  |  |  |  |  |  |  |  |  |  |  |  |
|  |                                                                                     |  |  |  |  |  |  |  |  |  |  |  |  |  |  |  |
|  |                                                                                     |  |  |  |  |  |  |  |  |  |  |  |  |  |  |  |
|  | 3. Louise Ebba Pauline Peyron (1918–1989)                                           |  |  |  |  |  |  |  |  |  |  |  |  |  |  |  |
|  |                                                                                     |  |  |  |  |  |  |  |  |  |  |  |  |  |  |  |
|  |                                                                                     |  |  |  |  |  |  |  |  |  |  |  |  |  |  |  |
|  | 14. Frans Henrik Kockum (1840–1910)                                                 |  |  |  |  |  |  |  |  |  |  |  |  |  |  |  |
|  |                                                                                     |  |  |  |  |  |  |  |  |  |  |  |  |  |  |  |
|  |                                                                                     |  |  |  |  |  |  |  |  |  |  |  |  |  |  |  |
|  | 7. Emma Marie Louise Kockum                                                         |  |  |  |  |  |  |  |  |  |  |  |  |  |  |  |
|  |                                                                                     |  |  |  |  |  |  |  |  |  |  |  |  |  |  |  |
|  |                                                                                     |  |  |  |  |  |  |  |  |  |  |  |  |  |  |  |
|  | 15. Laura Louise von Platen (1851–1920)                                             |  |  |  |  |  |  |  |  |  |  |  |  |  |  |  |
|  |                                                                                     |  |  |  |  |  |  |  |  |  |  |  |  |  |  |  |
|  |                                                                                     |  |  |  |  |  |  |  |  |  |  |  |  |  |  |  |